# 姿态控制发动机

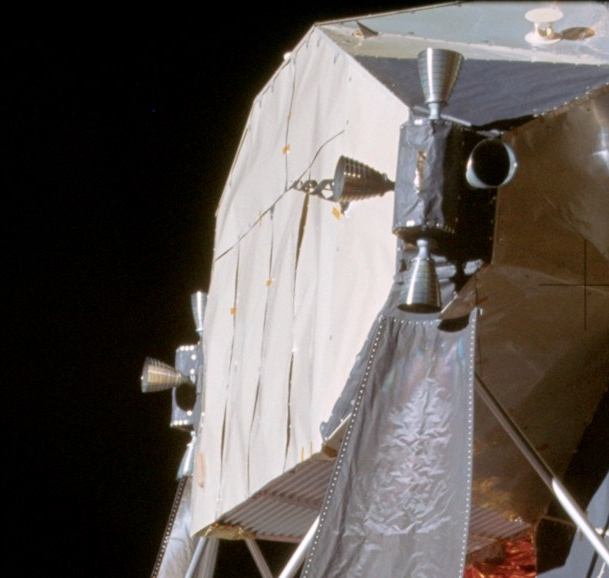
阿波罗登月舱上的RCS模組。

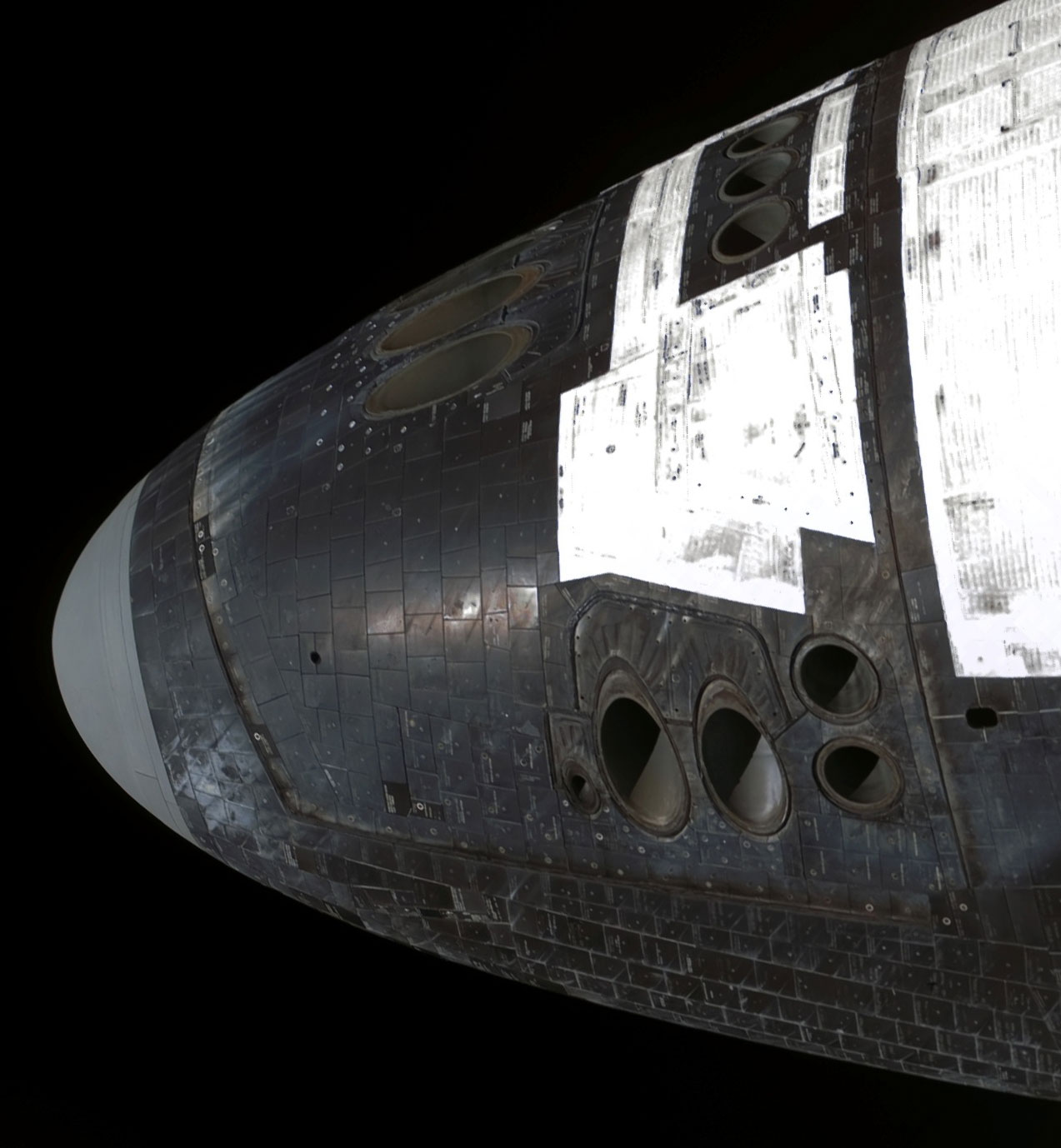
航天飞机机鼻上的RCS喷射器

姿态控制发动机（英語：reaction control system ,RCS），简称姿控发动机，是在航天工程中运用推进器提供少量反推力，它使用推进器和反作用控制轮来提供姿态控制，有时还提供推进力。以达到改变航天器姿态和必要时使航天器平移的系统。
反推力系统由数个在航天器质心对称设置的四向喷嘴和控制器构成。这些四向喷嘴能朝各自的四个方向少量喷气。不同喷嘴的不同喷气力度组合能使航天器在三轴旋转、平移。RCS能够在任何所需的方向或方向组合上提供少量的推力。RCS还能够提供扭矩以允许控制旋转（滚动，俯仰和偏航）
太空中反推力系统的具体应用有：
- 航天器姿态控制
- 在轨航天器的轨道控制
- 交会对接
- 航天器零重力启动时提供加速度以使燃料供应至主发动机

因燃料有限、补充困难，人们不断寻找更好的方案来减少反推力系统中的燃料使用或寻找替代品。对于轨道控制，一些航天器（特别是地球同步轨道上的）运用更高比冲的引擎如电弧发动机、离子发动机、霍爾发动机等。对于姿态控制，有时可以用动量轮代替。虽然是太空船的必要裝置之一，但非不得已的時候才会被使用。